# イアン・R・マクラウド
イアン・R・マクラウド（英: Ian R. MacLeod、1956年 - ）は、イギリスのSF作家、ファンタジー作家。
バーミンガム近郊のソリフル生まれ。法律を学び公務員となったが、1990年代初めに短篇を書き始めるとフリーランスとなり、数々の賞を受賞するようになった。
長篇 The Light Ages と The House of Storms は19世紀のイングランドのパラレルワールドを舞台とした話で、精神力で制御できるエーテルの存在によって科学技術の進歩が阻害され、社会が硬化している世界を描いている。
処女長篇 The Great Wheel は1997年に出版され、ローカス賞の最優秀処女長篇に選ばれた。
マクラウドの中編小説「夏の涯ての島」The Summer Isles (Asimov's Science Fiction Oct/Nov 1998) はサイドワイズ賞と世界幻想文学大賞を受賞した。歴史改変SFであり、イギリスが第一次世界大戦で負け、独自のファシズムを発展させた1930年代の世界が描かれている。当初、長編として書いたが売れず、カットしたバージョンが発表されることになった。長編は限定版として2005年に出版された。この長編もサイドワイズ賞を受賞しており、同じ小説の異なるバージョンが同じ賞を受賞したという珍しい例である。
2000年には「チョップ・ガール (The Chop Girl)」という短編で再び世界幻想文学大賞を受賞した。

## 主な著作

### 長編
- The Great Wheel
- The Light Ages
- The House of Storms
- The Summer Isles
- Song of Time

### 短編集
- 『夏の涯ての島』浅倉久志（訳）、2008年（日本オリジナル）

### インタビュー
- Interview at Infinity Plus
- Interview at scifi.com
- Interview at sfsite.com
- Asimov's online chat at scifi.com, 2004